# Мацеюв (Зґерський повіт)
Мацеюв (пол. Maciejów) — село в Польщі, у гміні Зґеж Зґерського повіту Лодзинського воєводства.
Населення — 366 осіб (2011).

## Демографія
Демографічна структура станом на 31 березня 2011 року:
|          | Загалом | Допрацездатний вік | Працездатний вік | Постпрацездатний вік |
| -------- | ------- | ------------------ | ---------------- | -------------------- |
| Чоловіки | 181     | 35                 | 130              | 16                   |
| Жінки    | 185     | 24                 | 108              | 53                   |
| Разом    | 366     | 59                 | 238              | 69                   |